# Lars Forssell
Lars Hans Carl Abraham Forssell (Stoccolma, 14 gennaio 1928 – Stoccolma, 26 luglio 2007) è stato un poeta, librettista e giornalista svedese, reporter culturale per diversi giornali svedesi.
È stato un autore particolarmente versatile, che ha spaziato tra i diversi generi letterari - ha scritto per il teatro, per il cabaret, per i giornali; nel 1973 ha scritto testi per l'Eurovision Song Contest, poi di nuovo nel 1980 per la connazionale cantante Lill-Babs. Nel 1966 è stato tra i giurati della 16ª edizione del Festival internazionale del cinema di Berlino - quell'anno, tra gli altri, c'era anche Pasolini in giuria.
Nel 1971, per meriti letterari, è stato accolto nell'Accademia Svedese e nel 1993 gli è stata conferita la medaglia Litteris et Artibus - istituita nel XIX secolo dal Carlo XV. Gli è stato conferito due volte il Bellmanpriset - un importante premio letterario svedese, assegnato sin dal 1920. Nel 1997 gli è stata conferita la borsa di studio istituita in memoria di Cornelis Vreeswijk. Nel 1998, infine, lo Svenska Akademiens nordiska pris.